# Ivan Kozlovski
Pour les articles homonymes, voir Kozlovski.
Ivan Semionovitch Kozlovski (en russe : Ива́н Семёнович Козло́вский), né le 24 mars 1900 à Marianivka dans le Gouvernement de Kiev et mort le 21 décembre 1993 à Moscou, est un ténor ukrainien, artiste du peuple de l'URSS, lauréat du prix Staline (1941, 1949),.

## Biographie
Né dans une famille paysanne, dès l'âge de 7 ans, Ivan Kozlovski chante dans la chorale du monastère Saint-Michel-au-Dôme-d'Or, où il est remarqué par le compositeur Alexander Kochetz. Bientôt, il commence à chanter dans le chœur de la Maison du Peuple de la Trinité à Kiev (théâtre de Nikolaï Sadovski en 1907-1917), avant de devenir soliste du Chœur académique du théâtre Bolchoï.
En 1917-1920, il étudie à l'Université nationale Karpenko-Kary (département de chant, classe d'Olena Muravyova).
En 1926, il est invité au Théâtre Bolchoï. Il y fait ses débuts dans le rôle d'Alfred dans La traviata de Giuseppe Verdi. il est soliste du théâtre de 1927 à 1954 et ne se produit pas à l'étranger, Staline lui ayant interdit de quitter l'URSS.
Sa technique vocale fait penser à une technique préromantique, avec en particulier une ouverture de bouche plutôt réduite. "Plus vous criez, moins vous chantez", disait Kozlovsky.
L'astéroïde (4944) Kozlovskij de la ceinture principale découvert le 2 septembre 1987 à Nauchnyj par Lioudmila Tchernykh est nommé en son honneur.

## Filmographie partielle
- 1984 : Et la vie, et les larmes, et l’amour... (И жизнь, и слезы, и любовь...) de Nikolaï Goubenko : caméo